# 造谣学校
《造谣学校》（The School for Scandal）是理查德·布林斯利·谢立丹创作的一部风俗喜剧，1777年5月8日在伦敦的皇家劇院首次上演。据托马斯·摩尔，谢立丹本人写过两个版本的《造谣学校》。不同版本之间存在很大的差异。它是谢立丹的名作，在当时备受好评。

## 剧情
故事发生于伦敦的英国上流社会中，年轻寡妇斯尼维尔夫人（Lady Sneerwell）热衷于散布各种谣言，并挑上了彼得·蒂泽尔爵士（Sir Peter Teazle）和他的监护人查尔斯、约瑟夫、玛利亚。她试图通过造谣彼得新娶的年轻妻子蒂泽尔夫人（Lady Teazle）和查尔斯有染，来离间玛利亚和查尔斯，以帮助约瑟夫获得接近玛利亚的机会。